# Kenya aux Jeux olympiques d'hiver de 2006
Cet article contient des informations sur la participation et les résultats du Kenya aux Jeux olympiques d'hiver de 2006.
Le Kenya est représenté par un athlète aux Jeux olympiques d'hiver de 2006 à Turin.

## Médailles
|       | Médaille d'or | Médaille d'argent | Médaille de bronze | Total |
| ----- | ------------- | ----------------- | ------------------ | ----- |
| Kenya | 0             | 0                 | 0                  | 0     |

## Épreuves

### Ski de fond
- Philip Boit